# Bystus fibulatus
Bystus fibulatus är en skalbaggsart som först beskrevs av Henry Stephen Gorham 1890.  Bystus fibulatus ingår i släktet Bystus och familjen svampbaggar. Inga underarter finns listade i Catalogue of Life.